# Dixonville (Florida)
Dixonville es un lugar designado por el censo ubicado en el condado de Santa Rosa en el estado estadounidense de Florida. En el Censo de 2010 tenía una población de 181 habitantes y una densidad poblacional de 14 personas por km².

## Geografía
Dixonville se encuentra ubicado en las coordenadas 30°59′24″N 87°2′33″O / 30.99000, -87.04250. Según la Oficina del Censo de los Estados Unidos, Dixonville tiene una superficie total de 12.92 km², de la cual 12.87 km² corresponden a tierra firme y (0.42%) 0.05 km² es agua.

## Demografía
Según el censo de 2010, había 181 personas residiendo en Dixonville. La densidad de población era de 14 hab./km². De los 181 habitantes, Dixonville estaba compuesto por el 99.45% blancos, el 0% eran afroamericanos, el 0% eran amerindios, el 0% eran asiáticos, el 0% eran isleños del Pacífico, el 0% eran de otras razas y el 0.55% pertenecían a dos o más razas. Del total de la población el 0.55% eran hispanos o latinos de cualquier raza.